# Эфендиляр (Джебраильский район)
Эфендиляр (азерб. Əfəndilər) — село в Джебраильском районе Азербайджана.

## История
В годы Российской империи село Эфендиляр входило в состав Джебраильского уезда Елизаветпольской губернии, а в советские годы —  в состав Джебраильского района Азербайджанской ССР.
В результате Первой карабахской войны в августе 1993 года село перешло под контроль непризнанной Нагорно-Карабахской Республики.
9 октября 2020 года президент Азербайджана Ильхам Алиев заявил, что азербайджанская армия восстановила контроль над селом Эфендиляр в Джебраильском районе.

## Экономика
До 1993 года основной отраслью хозяйства была животноводство.

## См.также
- Сулейманлы
- Кышлак
- Караджаллы